# Über meiner Heimat Frühling
Über meiner Heimat Frühling von Eberhard Koebel (mit Fahrtennamen „tusk“) ist eines der bekanntesten Fahrtenlieder, die ihren Ursprung in der deutschen Jugendbewegung haben. Der Text wurde im Oktober 1933 in der von Koebel verantworteten Zeitschrift Die Kiefer veröffentlicht, die Melodie, die auf das russische Kosakenlied Bielolitsa, Krugralitsa („Helles Gesicht, rundes Gesicht“) zurückgeht, 1934 im Liederbuch Soldatenchöre der Eisbrechermannschaft. Das Lied ist auch unter dem Titel Zug der Schwäne bekannt.

## Hintergrund
In der bündischen Szene ist es ein äußerst bekanntes Lied. Beim Meißnertag 2013 gehörte es zu den zentralen Liedern.
Seine weite Verbreitung verdankt das Lied neben der Prominenz des Autors auch seinem Inhalt: Fahrtenromantik, Fernweh und das in der bündischen Szene immer wiederkehrende Motiv des einsamen, wilden Nordlands (Skandinavien). Die Melodie, ein Lied der Kuban-Kosaken, unterstreicht mit ihrem eigentümlichen Wechsel zwischen Dur und Moll die sehnsuchtsvolle Stimmung des Textes.

## Diskografie (Auswahl)
- Bund Deutscher Pfadfinder Über meiner Heimat Frühling – Der Bund Deutscher Pfadfinder Singt Nr. 3[3]
- Über meiner Heimat Frühling. 62 Lieder der Bündischen und Schwarzzeltvölker (Thorofon 1997)[4]